# 東京03とスタア
『東京03とスタア』（とうきょうゼロサンとスタア）は、2021年10月3日から10月24日まで、日本テレビ（関東ローカル）で、毎週日曜日の13:45 - 14:15に放送されたバラエティ番組。東京03がホストを務める初の冠コント番組。

## 概要
各回のゲストがホストの東京03と共にコントを披露する。

## 企画・構成

### メインコンテンツ
東京03とスタアのコント
- 東京03と各回のゲストがコントを披露。脚本は毎回様々な作家が担当する。

### ミニコーナー
東京03とやりたい音声コント
- 各回の異なる若手芸人が東京03と音声コントを制作。音声だけで楽しめるコントを披露する。

## 出演者
- 東京03（飯塚悟志、豊本明長、角田晃広）[1]
- 各回ゲスト・若手芸人

## 放送日程
|   | 放送日   | ゲスト（メイン）                          | 脚本                     | ゲスト（ミニ） |
| - | -------- | ----------------------------------------- | ------------------------ | -------------- |
| 1 | 10月03日 | 千葉雄大                                  | オークラ                 | Aマッソ        |
| 2 | 10月10日 | 白石麻衣                                  | 岩崎う大（かもめんたる） | ラランド       |
| 3 | 10月17日 | 光石研                                    | 根本宗子                 | かが屋         |
| 4 | 10月24日 | 日向坂46 （松田好花、富田鈴花、渡邉美穂） | 秋山寛貴（ハナコ）       | ヒコロヒー     |

## スタッフ
- 企画・演出 - 橋本和明、佐久間宣行
- 脚本 - う大、秋山寛貴、オークラ、我人祥太 ほか
- TM - 望月達史
- SW - 蔦佳樹
- CAM - 大庭茂嗣
- AUD - 宮内貞
- VE - 向山江梨佳
- 照明 - 粂野高央
- 美術プロデューサー - 葛西剛太
- デザイン - 熊崎真知子、高木彩
- 大道具 - 米田尚弘
- 小道具 - 佐々木洋平
- 電飾 - 池田大介
- 衣装 - 加川潤
- メイク - 外山奈津子
- 編集 - 木村有宏
- MA - 櫻井伸二
- 音効 - 中村由紀
- 技術協力 - NiTRo、エスユー
- 美術協力 - 日テレアート
- CG - 森三平
- TK - 山沢啓子
- デスク - 難波亜矢
- 宣伝 - 斉藤由美
- 制作進行 - 濱本理子
- ディレクター - 竹内遥香、永井裕史、青木博
- チーフディレクター - 冨永琢磨、池山喜勇
- コンテンツプロデューサー - 鈴木努、篠塚雅也
- プロデューサー - 藤井良記、清家未来
- チーフプロデューサー - 秋山健一郎
- 制作協力 - Neko Note
- 製作著作 - 日本テレビ